# The Modern Age
The Modern Age è un EP del gruppo musicale The Strokes.
I brani sono tratti da Is This It, il CD di debutto della band, uscito nel 2001.

## Tracce
1. The Modern Age
2. Last Nite
3. Barely Legal